# Ethnarch
Ethnarch (griech.: ἐθνάρχης, éthnárches) war ein Herrschertitel im östlichen Mittelmeerraum der Antike und stand vor allem für „Statthalter“ und „Klientelkönig“. Der Begriff leitet sich ab von den griechischen Wörtern  ἔθνος (éthnos = Stamm, Volk) und ἄρχων (árchon = Herrscher). Zusammengesetzt ergibt sich die Bedeutung Volksherrscher. 
Ein bekannter Ethnarch war Herodes Archelaos, der Sohn von König Herodes dem Großen, der in der Weihnachtsgeschichte des Evangelium nach Matthäus erwähnt ist.
Im Mittelbyzantinischen Reich des 10. und 11. Jahrhunderts wurden hochrangige Offiziere, die Kontingente ausländischer Söldner kommandierten, in den Rang eines Ethnarches erhoben.